# Aérospatiale SA-610 Ludion
L'Aérospatiale SA-610 Ludion est un véhicule ADAV conçu et réalisé en France dans les années 1960.

## Développement
Le SA-610 Ludion est développé initialement par Sud-Aviation qui cherche à mettre au point un moyen de franchissement des obstacles naturels pour les besoins des fantassins. Il s'agit alors de permettre aux forces de l'OTAN de pouvoir déplacer rapidement des troupes dans le cadre d'une guerre dite de centre-Europe.
Les équipes de l'avionneur s'associent à celles de la SEPR spécialistes des travaux sur les matières à très haute température et aux manipulations de produits chimiques. La SNECMA rejoint également le programme pour la motorisation de la machine.
Le premier vol du prototype intervient le 18 décembre 1968 piloté par Robert Cartier et la même année l'engin est officiellement présenté au Salon du Bourget où sa formule inhabituelle suscite un réel intérêt. Les essais se déroulent à Villaroche sous la direction de l'ingénieur Jacques Lecarme.
Le programme est abandonné en 1972, après qu'il soit passé sous le contrôle d'Aérospatiale. Sa formule est en effet été rendue obsolète par le développement important des hélicoptères de transport et de l'aéromobilité qui s'ensuit.

## Modèles préservés
- Le Musée de l'Air et de l'Espace expose dans ses collections le Ludion 001 au milieu d'autres prototypes français.
- Le Musée Safran expose dans ses collections le Ludion 003.

## Engins similaires
- Canada : L'Avrocar.
- États-Unis : Le Jetpack.

## Images

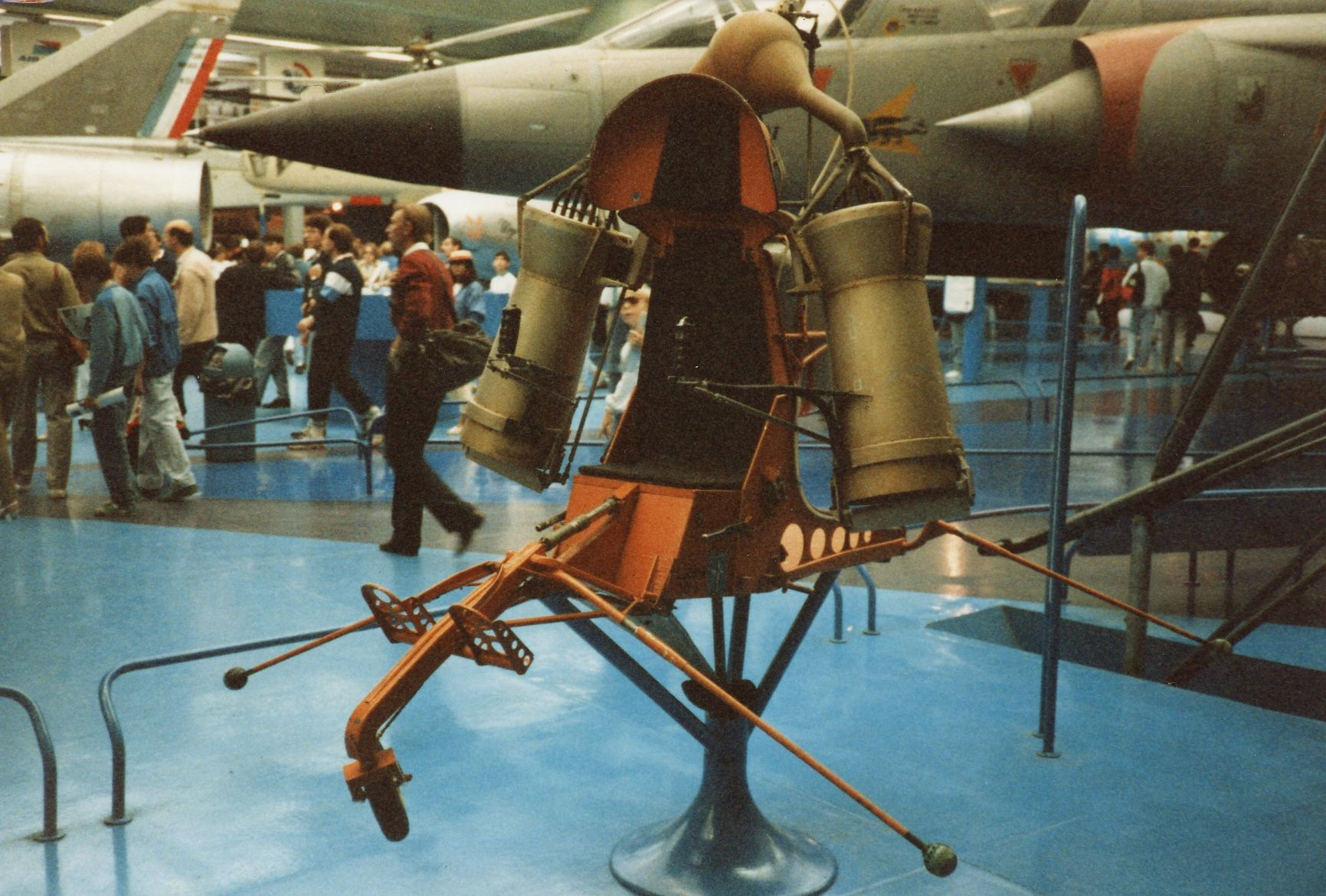
Ludion au Musée de l'Air et de l'Espace en 1987.
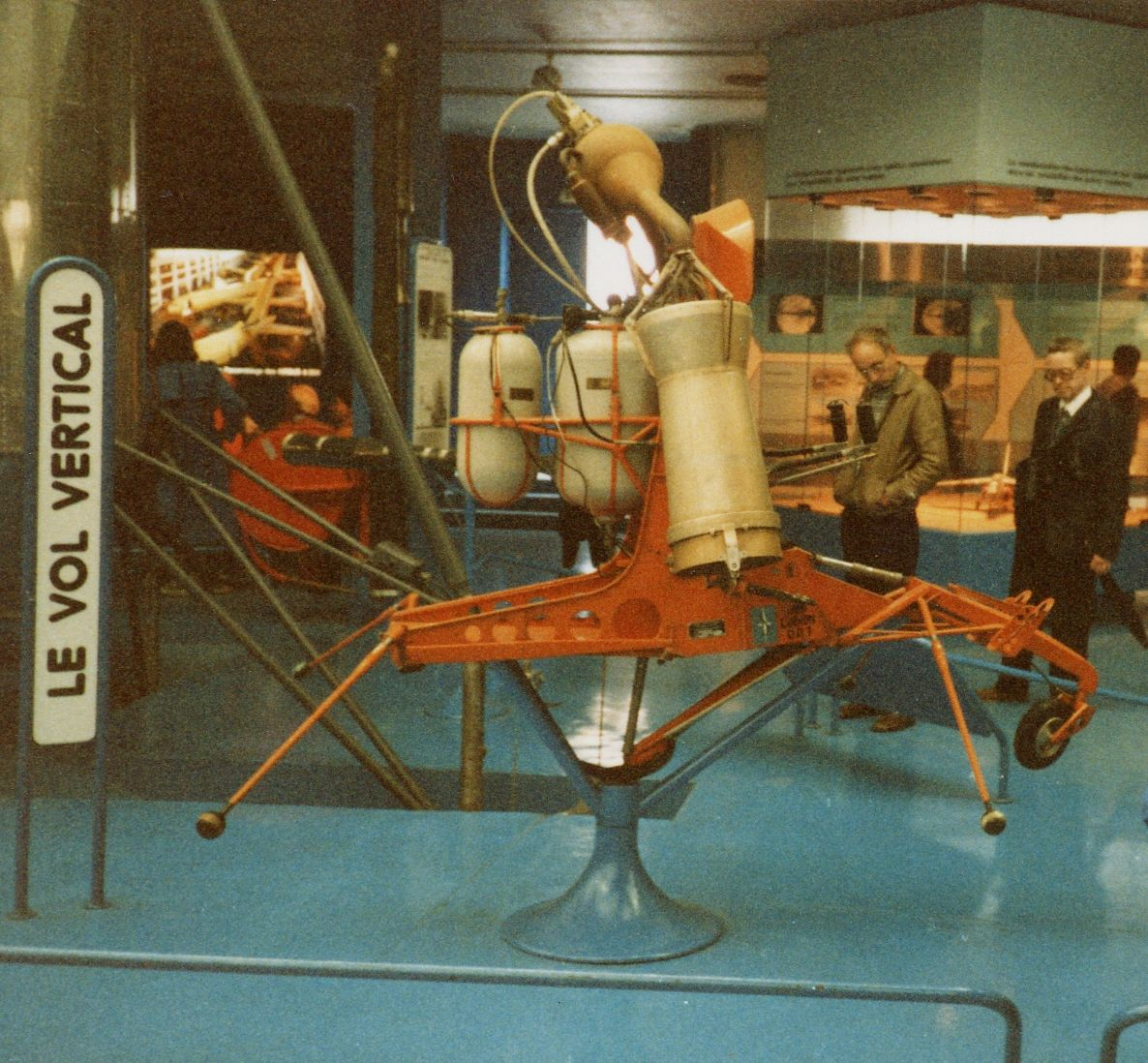
Ludion dans le hall des prototypes du Musée de l'Air et de l'Espace.